# Ingeniería clínica
Un profesional de la ingeniería clínica (es decir, un ingeniero clínico) es aquel que apoya y promueve el cuidado del paciente mediante la aplicación de la ingeniería y los conocimientos de gestión a la tecnología sanitaria.
En España y en gran parte de América Latina esta especialidad se conoce con el nombre de electromedicina, aunque las funciones y atribuciones de los profesionales de esta área pueden variar de un país a otro.
Se encargan principalmente de la aplicación de la tecnología médica para optimizar la prestación de asistencia sanitaria. Las funciones de los ingenieros clínicos incluyen la capacitación y la supervisión de técnicos de electromedicina, trabajar con las autoridades sanitarias y entidades de certificación en el hospital (inspecciones y auditorías), y servir como consultores tecnológicos para el personal del hospital (es decir, médicos, administradores, informáticos y TI, etc.).
Los ingenieros clínicos también asesoran a los fabricantes de PSANI ("Productos Sanitarios Activos No implantables") y otros productos sanitarios en cuanto a mejoras de diseño, basándose en experiencias clínicas, así como de vigilar la progresión del estado de la técnica con el fin de reorientar las modalidades de contratación y compra de tecnologías sanitarias del hospital.
En los Estados Unidos se estableció, desde el 1990, la acreditación de estos profesionales, la Clinical Engineering Certification (CCE, por sus siglas en inglés; en español "Certificación en Ingeniería Clínica") por parte del Colegio estadounidense de Ingeniería Clínica (ACCE). De igual manera en Estados Unidos, otra organización importante en el ámbito de la ingeniería clínica es ECRI Institute, esta es una agencia de investigaciones en el sector de la salud, independiente y sin fines de lucro. Su enfoque está dirigido a la tecnología del cuidado de la salud, y a la gerencia de riesgos, de calidad y del medio ambiente en el cuidado de la salud. Así mismo, ECRI Institute ofrece servicios relacionados con cada fase del planeamiento, adquisición y administración de la tecnología médica.
En España, en colaboración con un grupo de expertos de la Sociedad Española de Electromedicina e Ingeniería Clínica, el Ministerio de Trabajo está elaborando un programa de acreditación de estos profesionales.
Los ingenieros clínicos también asesoran a los fabricantes de PSANI ("Productos Sanitarios Activos No implantables") y otros productos sanitarios en cuanto a mejoras de diseño, basándose en experiencias clínicas, así como de vigilar la progresión del estado de la técnica con el fin de reorientar las modalidades de contratación y compra de tecnologías sanitarias del hospital.
En los Estados Unidos se estableció, desde el 1990, la acreditación de estos profesionales, la Clinical Engineering Certification (CCE, por sus siglas en inglés; en español "Certificación en Ingeniería Clínica") por parte del Colegio estadounidense de Ingeniería Clínica (ACCE). 
De igual manera en Estados Unidos, otra organización importante en el ámbito de la ingeniería clínica es ECRI Institute, esta es una agencia de investigaciones en el sector de la salud, independiente y sin fines de lucro. Su enfoque está dirigido a la tecnología del cuidado de la salud, y a la gerencia de riesgos, de calidad y del medio ambiente en el cuidado de la salud. Así mismo, ECRI Institute ofrece servicios relacionados con cada fase del planeamiento, adquisición y administración de la tecnología médica.
En España, en colaboración con un grupo de expertos de la Sociedad Española de Electromedicina e Ingeniería Clínica, el Ministerio de Trabajo está elaborando un programa de acreditación de estos profesionales.